# Santos Dumont repülőtér
A Santos Dumont repülőtér (portugál nyelven: Aeroporto Santos Dumont) egy repülőtér (IATA: SDU, ICAO: SBRJ) Brazíliában, Rio de Janeiro közelében. Éves utasforgalma 9 206 059 fő (2018).

## Kifutópályák
A repülőtér futópályái:
- 2R/20L (1323 m, 42 m, aszfalt)
- 02L/20R (1260 m, aszfalt)

## Forgalom
Az utasforgalom az elmúlt években az alábbi módon változott:
| Utasok száma | 4 900 788 | 5 449 119 | 3 603 868 | 3 280 294 | 7 834 158 | 9 157 940 | 9 684 158 | 9 165 526 | 4 957 973 | 10 167 951 |
|              | 2000      | 2002      | 2005      | 2007      | 2010      | 2012      | 2015      | 2017      | 2020      | 2022       |

## Légitársaságok és úticélok
2025-ben a Santos Dumont repülőtérről az alábbi járatok indulnak (Utoljára frissítve: 2025-02-18):

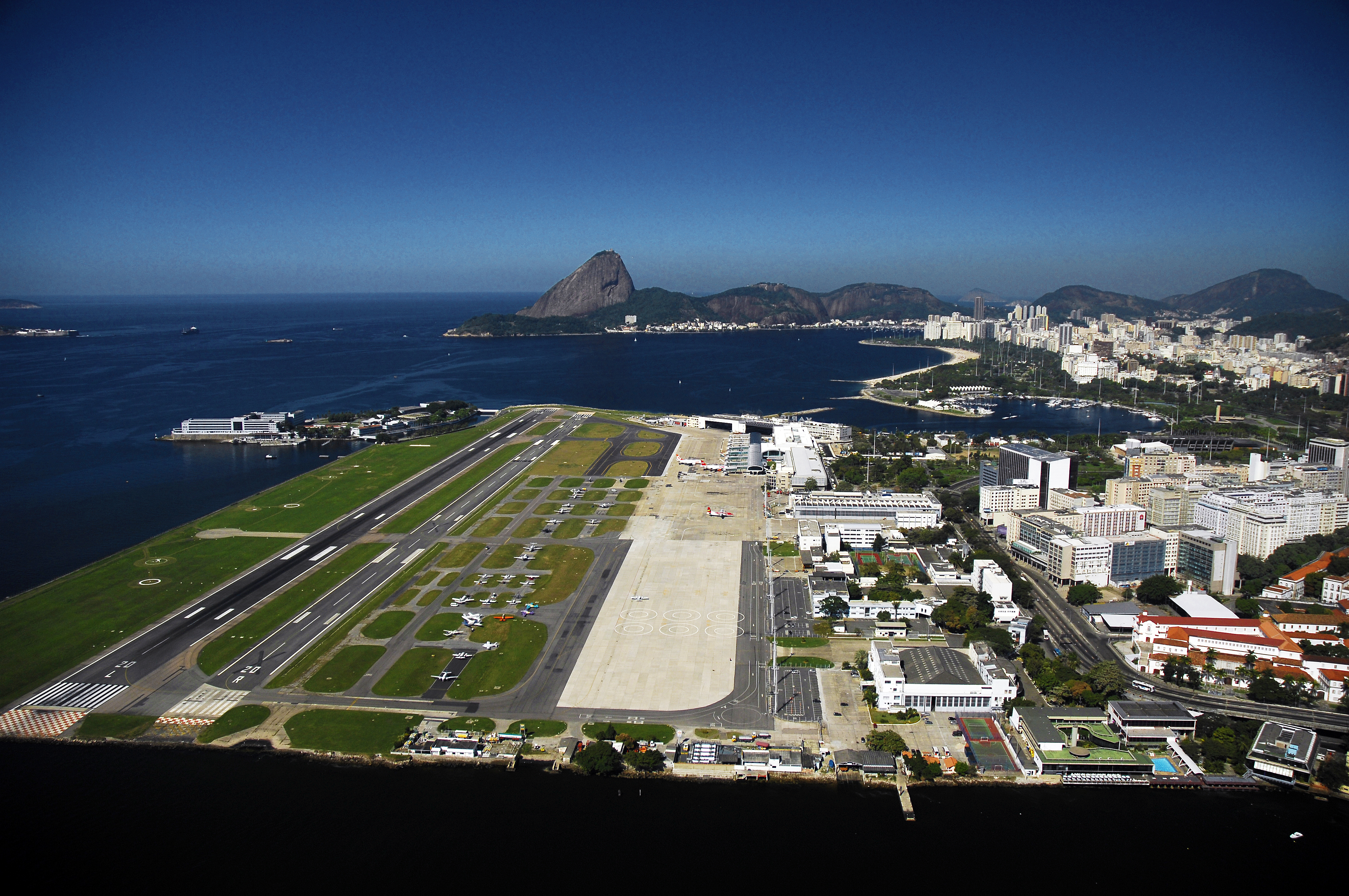

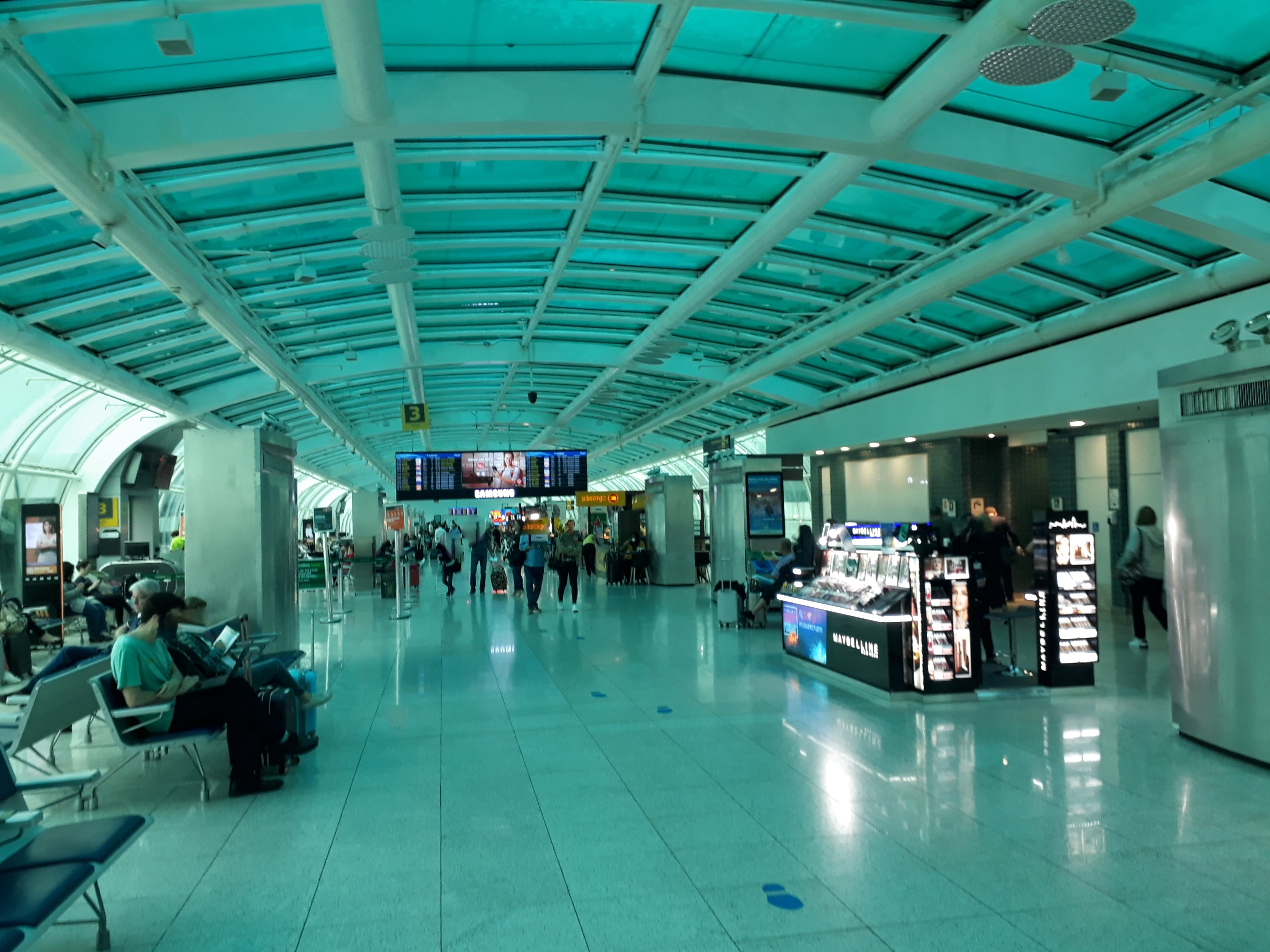

| Légitársaság            | Célállomások                                                               |
| ----------------------- | -------------------------------------------------------------------------- |
| Azul Brazilian Airlines | Belo Horizonte–Confins, Campinas, São Paulo–Congonhas, São Paulo–Guarulhos |
| Gol Linhas Aéreas       | Brasília, São Paulo–Congonhas                                              |
| LATAM Brasil            | Brasília, São Paulo–Congonhas, São Paulo–Guarulhos                         |